# Péter Bornemisza
Péter Bornemisza, född 1535, död 1584, var en ungersk författare och evangelisk-luthersk präst.
Bornemisza var en av de mest betydande figurerna inom den tidiga ungerska protestantismen, en sträng samhällskritiker som orädd kritiserade sin tids stora feodalherrar i sina skrifter, sånger och predikningar.